# Bruce Grant
Bruce Lindsay Grant (ur. 10 grudnia 1963 w Queenstown, zm. 13 sierpnia 1995 na K2) – nowozelandzki narciarz alpejski, alpinista, olimpijczyk.
W Sarajewie zajął 31. miejsce w zjeździe. Cztery lata później znalazł się w składzie kadry, nie wystartował jednak w samych zawodach z powodu operacji kolana.
Zginął wkrótce po zdobyciu K2, wraz z sześcioma innymi wspinaczami. Spośród uczestników tej wyprawy przeżył jedynie nieuczestniczący w atakowaniu szczytu Peter Hillary, syn Edmunda – pierwszego zdobywcy Mount Everest.
Brat Christine Grant, alpejki olimpijki.